# Schweizerische Gesellschaft für Lebensmittelhygiene
Die Schweizerische Gesellschaft für Lebensmittelhygiene (SGLH; französisch: Société Suisse de l’Hygiène des Denrées Alimentaires (SSHDA)) ist eine unabhängige Gesellschaft zur Wahrnehmung von Grundsätzen und Zielen der Lebensmittelhygiene bei der Gewinnung, Verarbeitung und Verteilung von Lebensmitteln in der Schweiz. Sie hat etwa 400 Mitglieder und wurde 1968 in Zürich als gemeinnütziger Verein gegründet.

## Zweck und Ziele
Die SGLH bezweckt im Interesse der öffentlichen Gesundheit die Förderung der Lebensmittelhygiene und das Studium und die Bearbeitung entsprechender Anliegen sowie den Erfahrungsaustausch unter den Mitgliedern. Zur Erreichung dieser Ziele dienen:
- Durchführung von praxisorientierten Arbeitstagungen und Diskussionsnachmittagen
- Durchführung von praktischen Kursen und Workshops
- Bei Bedarf Schaffung von Arbeitsgruppen und Erarbeitung von Vorschlägen zu Fragen der Lebensmittelhygiene
- Förderung von Nachwuchskräften durch Unterhalt eines Stipendienfonds und Vergabe eines Forschungspreises für herausragende Publikationen
- Pflege der Zusammenarbeit mit nationalen und internationalen Institutionen

Die SGLH sieht sich als Bindeglied zwischen der Lebensmittelwissenschaft, der Lebensmittelindustrie, den Behörden und den Verbrauchern. Sie vertritt die wissenschaftliche Forschung im Bereich der Lebensmittelhygiene und -sicherheit und fördert den Praxistransfer.
Die Gesellschaft setzt sich zusammen aus Einzel-, Kollektiv-, Studenten- und Ehrenmitgliedern.
Zu Ehrenmitgliedern können Personen ernannt werden, welche sich besondere Verdienste um
die Gesellschaft oder um die Lebensmittelhygiene und -sicherheit erworben haben. Die Ernennung von Ehrenmitgliedern erfolgt auf Antrag des Vorstandes durch die Generalversammlung. Ehrenmitglieder haben die Rechte der Aktivmitglieder, jedoch ohne deren Pflichten.
Zu Ehrenmitgliedern der SGLH ernannt wurden:
- Wilhelm Schmidt-Lorenz
- Otto Geiges
- Leo Meile
- Roger Stephan
- Corinne Gantenbein-Demarchi
- Rudolf Schmitt

## Geschichte
Zur Gründungsversammlung am 22. Februar 1968 im «Hotel Elite» in Zürich fanden sich 10 Herren ein, mehrheitlich aus der Industrie, denn Fragen der Lebensmittelhygiene waren für die Betriebe von hoher Wichtigkeit, wurden aber von keiner der damals bestehenden Fachgesellschaften behandelt. Die Gründungsmitglieder waren:
- Hans Brodhage, Arzt in Luzern
- Karl-Heini Eschmann, Lebensmittelchemiker in Niederglatt
- Leopold Ettlinger, Mikrobiologe an der ETH Zürich
- Max Flüge, «Nestlé» in Vevey
- Günter Lott, Veterinär, «Bactotox» in Stäfa
- Alfred Lutz, Lebensmittelchemiker, «Hero» in Lenzburg
- Alfred Muhr, Chemie-Ingenieur, «Ketol AG» in Zürich
- Reinhard Osthagen, «Säntis» in Sulgen
- Jürg Schär, Chemiker, «Konservenfabrik Bischofszell AG» in Bischofszell
- Thomas Schmidhofer, Veterinär, Fleischlabor in Courtepin

Noch im Gründungsjahr wurde eine Fachtagung zum Thema «Durch Bakterien verursachte Lebensmittelvergiftungen» durchgeführt. Durch den Erfolg dieser Tagung motiviert, wurden alljährlich Arbeitstagungen zu aktuellen Themen der Lebensmittelhygiene abgehalten, die sowohl der Weiterbildung ihrer Mitglieder als auch der Diskussion neuer und brisanter Themen dienten. Dem Diskussionsbedarf wurde durch die Einführung eines Diskussionsnachmittags nachgekommen, der ebenfalls jährlich im Herbst stattfindet. Die SGLH leistet einen Beitrag zur Entwicklung der Lebensmittelhygiene in der Schweiz durch Abhaltung von praktischen Weiterbildungskursen über Methoden und Konzepte aber auch durch Abgabe von Stellungnahmen zur geplanten Lebensmittelgesetzgebung.
Die Gesellschaft wird von einem Vorstand geleitet, dem eine Präsidentin oder ein Präsident vorsteht.

## Präsidenten
- 1968–1978: Günter Lott, Direktor des Labors Bactotox in Stäfa
- 1978–1980: Hans Brodhage, Arzt in Luzern
- 1980–1989: Wilhelm Schmidt-Lorenz, Professor an der ETH Zürich
- 1989–1998: Otto Geiges, Professor an der ZHAW
- 1998–2005: Leo Meile, Professor an der ETH Zürich
- 2005–2010: Roger Stephan, Professor an der Universität Zürich
- 2010–2018: Corinne Gantenbein-Demarchi, Professorin an der ZHAW
- 2018–2023: Sophia Johler, Professorin an der Universität Zürich
- 2023–: Lars Fieseler, Professor an der ZHAW

## Liste aller Arbeitstagungen
| #  | Jahr | Datum      | Ort                    | Thema |
| -- | ---- | ---------- | ---------------------- | --- |
| 1  | 1968 | 20.09.     | Rüschlikon             | Durch Bakterien verursachte Lebensmittelvergiftungen                                                                                 |
| 2  | 1969 | n/a        | Rüschlikon             | Die Bedeutung kälteliebender Bakterien für die Lebensmittelindustrie                                                                 |
| 3  | 1970 | n/a        | Rüschlikon             | Staphylokokken und ihre Bedeutung für den Lebensmittelbetrieb                                                                        |
| 4  | 1971 | n/a        | Rüschlikon             | Hygienische Probleme der Verpackung von Lebensmitteln                                                                                |
| 5  | 1972 | n/a        | Rüschlikon             | Reinigung - ein wichtiges Problem der Lebensmittelhygiene                                                                            |
| 6  | 1973 | 02.11.     | Rüschlikon             | Schimmelpilze und Hefen als Verderbniserreger von Lebensmitteln                                                                      |
| 7  | 1974 | 08.11.     | Rüschlikon             | Ungezieferbekämpfung - ein wichtiges Problem der Lebensmittelhygiene                                                                 |
| 8  | 1975 | 07.11.     | Rüschlikon             | Mikrobiologische Aspekte der Hitzekonservierung von Lebensmitteln                                                                    |
| 9  | 1976 | 05.11.     | Rüschlikon             | Betriebshygiene |
| 10 | 1977 | 21.10.     | ETH Zürich             | Mikrobiologische Aspekte der Haltbarkeit von Lebensmitteln                                                                           |
| 11 | 1978 | 06.10.     | ETH Zürich             | Technologie und Hygiene in Küchen- und Verpflegungsbetrieben                                                                         |
| 12 | 1979 | 05.10.     | ETH Zürich             | Hygienisch-mikrobiologische Anforderungen an Trinkwasser und seine Verwendung in Lebensmittelbetrieben                               |
| 13 | 1980 | 24.10.     | ETH Zürich             | Reinigung und Desinfektion in Lebensmittelbetrieben                                                                                  |
| 14 | 1981 | 23.10.     | ETH Zürich             | Fermentierte Lebensmittel - mikrobiologische, hygienische und toxikologische Aspekte                                                 |
| 15 | 1982 | 22.10.     | ETH Zürich             | Was müssen Vertrieb und Konsument über die hygienische Behandlung von Lebensmitteln wissen?                                          |
| 16 | 1983 | 21.10.     | ETH Zürich             | Neue Erkenntnisse über die Erreger mikrobieller Lebensmittelvergiftungen                                                             |
| 17 | 1984 | 19.10.     | ETH Zürich             | Neue Erkenntnisse über die Erreger bakterieller Lebensmittelinfektionen                                                              |
| 18 | 1985 | 06.12.     | ETH Zürich             | Gute Herstellungspraxis (GHP) für Lebensmittel                                                                                       |
| 19 | 1986 | 28.11.     | ETH Zürich             | Lebensmittelhygiene - Gesetzliche Aspekte                                                                                            |
| 20 | 1987 | 25.11.     | ETH Zürich             | Mikrobiologisch-hygienische Probleme bei neueren Lebensmittelverarbeitungs- und haltbarmachungsverfahren                             |
| 21 | 1988 | 24.11.     | ETH Zürich             | Reinigung und Desinfektion im Lebensmittelbereich                                                                                    |
| 22 | 1989 | 23.10.     | ETH Zürich             | Durch Listerien und andere pathogene Bakterien gefährdete Lebensmittel: Vorsorge - Überwachung - Sanierung                           |
| 23 | 1990 | 29.11.     | ETH Zürich             | Hygienische Risiken bei neueren Produkten und Verfahren                                                                              |
| 24 | 1991 | 28.11.     | ETH Zürich             | Lebensmittelmikrobiologische Diagnostik im Jahr 2000                                                                                 |
| 25 | 1992 | 26.11.     | ETH Zürich             | Schädlingsbekämpfung in der Industrie                                                                                                |
| 26 | 1993 | 25.11.     | ETH Zürich             | Salmonella Enteritidis - die neue Herausforderung                                                                                    |
| 27 | 1994 | 24.11.     | ETH Zürich             | Mikrowellenherde in der Verarbeitung und Zubereitung von Lebensmitteln                                                               |
| 28 | 1995 | 23.11.     | ETH Zürich             | Neuartige lebensmittelhygienische Risiken                                                                                            |
| 29 | 1996 | 21.11.     | ETH Zürich             | Lebensmittelsicherheit durch Selbstkontrolle                                                                                         |
| 30 | 1997 | 20.11.     | ETH Zürich             | Die Bedeutung der Mikrobiologie im Umgang mit Lebensmitteln                                                                          |
| 31 | 1998 | 19.11.     | ETH Zürich             | Verderb von Lebensmitteln |
| 32 | 1999 | 18.11.     | ETH Zürich             | Trinkwasserqualität: Aspekte der Gewinnung und Kontrolle                                                                             |
| 33 | 2000 | 16.11.     | ETH Zürich             | Antibiotika-Resistenzen in Lebensmitteln                                                                                             |
| 34 | 2001 | 15.11.     | ETH Zürich             | Campylobacter: Eigenschaften, Epidemiologie und Bedeutung in Lebensmitteln                                                           |
| 35 | 2002 | 16.10.     | ETH Zürich             | HACCP und Selbstkontrolle - Erfahrungen und Wegzeichen                                                                               |
| 36 | 2003 | 08.10.     | ETH Zürich             | SGLH welcomes ICMSF - Microbiological Food Safety                                                                                    |
| 37 | 2004 | 29.09.     | ETH Zürich             | Nützliche Mikroorganismen in unseren Lebensmitteln: Einsatz, Technologie und Sicherheit                                              |
| 38 | 2005 | 16.09.     | ETH Zürich             | "New food related pathogens" - eine Herausforderung für die Lebensmittelhygiene?                                                     |
| 39 | 2006 | 14.09.     | ETH Zürich             | Reinigung und Desinfektion: Grundlagen und neue Strategien für die Lebensmittelhygiene                                               |
| 40 | 2007 | 13.09.     | ETH Zürich             | Prädiktive Mikrobiologie und Microbiological Modelling - Einsatz in der Lebensmittelhygiene                                          |
| 41 | 2008 | 11./12.09. | ETH Zürich Hönggerberg | Hygienic Design in der Lebensmittelverarbeitung - Grundlagen und Standards für Gebäudeplanung, Installationen, Prozesse und Analytik |
| 42 | 2009 | 04.09.     | ETH Zürich             | Mykotoxin- und Allergenmanagement in der Lebensmittelproduktion                                                                      |
| 43 | 2010 | 19.08.     | ETH Zürich             | Salmonella enterica - wo stehen wir heute?                                                                                           |
| 44 | 2011 | 08./09.09. | NH Hotel Fribourg      | Verpackung von Lebensmitteln |
| 45 | 2012 | 21.06.     | ETH Zürich             | Listeria monocytogenes - Überlebenskünstler im Lebensmittelbereich                                                                   |
| 46 | 2013 | 20.06.     | ETH Zürich             | Campylobacter - Alles im Griff? |
| 47 | 2014 | 25./26.09. | Landhaus Solothurn     | Wasser in der Lebensmittelindustrie                                                                                                  |
| 48 | 2015 | 25.06.     | ETH Zürich             | Enteropathogene Viren in Lebensmitteln - Risiken, Methoden und Kontrolle                                                             |
| 49 | 2016 | 16.06.     | ETH Zürich             | Pflanzenassoziierte mikrobielle Lebensmittelrisiken                                                                                  |
| 50 | 2017 | 22./23.06. | ETH Zürich             | Lebensmittelsicherheit und -hygiene in der Schweiz                                                                                   |
| 51 | 2018 | 14.06.     | ETH Zürich             | Antibiotikarückstände und resistente Bakterien in Lebensmitteln (zusammen mit der SFC)                                               |
| 52 | 2019 | 27.06.     | ETH Zürich             | |
| 53 | 2021 | 17.06.     | ETH Zürich             | |
| 54 | 2022 | 09.06.     | ETH Zürich             | Lebensmittel-assoziierte bakterielle Toxine                                                                                          |
| 55 | 2023 | 15.06.     | ETH Zürich             | Pathogene E. coli in Lebensmitteln                                                                                                   |
| 56 | 2024 | 13.06.     | ETH Zürich             | Listeria monocytogenes |
| 57 | 2025 | 03.07.     | ETH Zürich             | Salmonella und Campylobacter – alte Bekannte, neue Probleme?                                                                         |